# ブリストル (コネチカット州)
ブリストル（英: Bristol）は、アメリカ合衆国コネチカット州のハートフォード郡にある都市。州都ハートフォードの南西32キロメートルに位置している。人口は6万0833人（2020年）であり、州内で10指に数えられる都市である。
ウォルト・ディズニー・カンパニー傘下のスポーツ専門チャンネルESPNの中央スタジオが市内にある。またアメリカ最古で現在も稼働しているアミューズメントパーク、レイクコンパウンスがある。19世紀には時計の制作で知られ、アメリカ柱時計と腕時計の博物館がある。ブリストル市の綽名には、かつてバネで動く革新的なドアベルを作っていたことによる「ベルの都市」、かつて菊の大生産地であり、現在も毎年ブリストル・マム祭を開催していることによる「マムの都市」（菊のラテン語クリサンセマムの最後の「マム」）がある。
2010年、雑誌「マネー」の「アメリカで住みたい都市」のリストで第84位にランクされた。2013年、ハートフォード・マガジンが、ハートフォード大都市圏では「支出に見合うだけの価値」がある最良の自治体に挙げた。

## 地理
アメリカ合衆国国勢調査局に拠れば、市域全面積は26.8平方マイル (69.5 km2)であり、このうち陸地26.4平方マイル (68.4 km2)、水域は0.39平方マイル (1.0 km2)で水域率は1.51%である。市内には北西四分域のチッペンズヒル、北東四分域のエッジウッド、南東四分域のフォレストビルなど幾つか特徴ある地区がある。市内の大半は住宅地であるが、2008年以降商業地開発が進んできている。コネチカット州中部地域企画機関がブリストル、ニューブリテン、そのた周辺の町の都市圏企画機構である。

### フォレストビル
フォレストビルは19世紀ビルまでタンクシス族インディアンの狩猟場だった。フォレストビルの村は1833年に設立され、森林に囲まれていたことからこの名前が付いた。今日のフォレストビルは郊外地区と地方企業の小さな都市圏に成長した。公式の境界はプレインビルの町境、サジントンの町境、ミドル通り、キング通りの西側にある土地の西（キングスウッド・ドライブとバーンサイド・ドライブのその土地を含む）、ルイジアナ・アベニューの南側の土地の南、ルイジアナ・アベニューの北側ブルック通りの西側の土地の西、ファーミントン・アベニューまでである。フォレストビルの中では、イーストブリストルとスタフォードという小区画がある。これら小区画はプランツビルのマリオンとミルデールに類似している。フォレストビル・ビレッジには、図書館、郵便局、集会所、地域集団（フォレストビル・ビレッジ協会）、消防団、墓地、葬儀所、都市公園（ウィンラン退役兵公園と時計塔公園）があり、ペクァバック・ダックレース、メモリアルデー・パレード、夏のコンサート・ナイト、カボチャ祭が開催され、また現在は使われていない鉄道駅がある。独自の郵便番号を持っていた時期もあった。

## 人口動態
以下は2000年国勢調査による人口統計データである。
| 基礎データ - 人口: 60,062 人 - 世帯数: 24,886 世帯 - 家族数: 16,175 家族 - 人口密度: 874.8人/km2（2,265.8 人/mi2） - 住居数: 26,125 軒 - 住居密度: 380.5軒/km2（985.6 軒/mi2） 人種別人口構成 - 白人: 86.33% - アフリカン・アメリカン: 2.68% - ネイティブ・アメリカン: 0.22% - アジア人: 1.47% - 太平洋諸島系: 0.03% - その他の人種: 2.40% - 混血: 1.60% - ヒスパニック・ラテン系: 5.27% 年齢別人口構成 - 18歳未満: 23.2% - 18-24歳: 7.2% - 25-44歳: 32.5% - 45-64歳: 22.2% - 65歳以上: 14.9% - 年齢の中央値: 38歳 - 性比（女性100人あたり男性の人口） - 総人口: 93.6 - 18歳以上: 90.6 | 世帯と家族（対世帯数） - 18歳未満の子供がいる: 29.6% - 結婚・同居している夫婦: 49.6% - 未婚・離婚・死別女性が世帯主: 11.5% - 非家族世帯: 35.0% - 単身世帯: 28.9% - 65歳以上の老人1人暮らし: 10.7% - 平均構成人数 - 世帯: 2.38人 - 家族: 2.94人 収入と家計 - 収入の中央値 - 世帯: 47,422米ドル - 家族: 58,259米ドル - 性別 - 男性: 40,483米ドル - 女性: 30,584米ドル - 人口1人あたり収入: 23,362米ドル - 貧困線以下 - 対人口: 4.8% - 対家族数: 6.6% - 18歳未満: 8.7% - 65歳以上: 5.9% |

| ブリストルの人口推移 |        |
| 1800                 | 2,722  |
| 1810                 | 1,428  |
| 1820                 | 1,362  |
| 1830                 | 1,707  |
| 1840                 | 2,109  |
| 1850                 | 2,884  |
| 1860                 | 3,436  |
| 1870                 | 3,788  |
| 1880                 | 5,347  |
| 1890                 | 7,382  |
| 1900                 | 9,643  |
| 1910                 | 13,502 |
| 1920                 | 20,620 |
| 1930                 | 28,451 |
| 1940                 | 30,167 |
| 1950                 | 35,961 |
| 1960                 | 45,499 |
| 1970                 | 55,487 |
| 1980                 | 57,370 |
| 1990                 | 60,640 |
| 2000                 | 60,062 |
| 2010                 | 60,477 |
| 2020                 | 60,833 |

## 再活性化

### 中心街
ブリストルは中心街地域の刷新を進めてきた。市中心部にある公園の完全なオーバーホールも含んでいる。さらに、1970年代からの時代遅れで利用が進まないモールが解体された。また、中心街でも繁華な部分であるノースメインストリートでは、道にアイランドを追加し、優美な街路照明を施し、再舗装したときにレンガの中央線を入れるなどの改良が行われた。

### ブライト委員会
1990年代、見苦しくて美観を損なうと考えられた建物に外観の規則を強制し、ある場合には解体も強制するためにブライト委員会が結成された。この委員会は、資産を放棄することなく適切に維持されることを確保する任務がある。
2008年、ブリストル・ブライト委員会は、新しくブリストル法典強制委員会に席を譲るために解体された。この新しい委員会はさらに大きな権限を有し、建物の外観や構造強度の問題を扱うことができる。その目的は、以前のブライト委員会が与えられていた任務を強制する手続きが進むようにすることである。法は、あらゆる建物が「放置車両、迷惑行為、拒否、汚染、汚物...割れたガラス、外れた屋根板、穴、ひび割れあるいは損傷した壁板、崩れかけたレンガ、その他荒廃や不適切な管理を示すような状態」の無いことを求めている。

## 公衆安全

### 救急医療
救急医療サービスは1977年からブリストル病院が担当している。以前はブリストル警察署が行っていた責務を引き受けるよう考えられた。ブリストル病院のサービスは、救急車6台、救急医療車2台、車いす運搬車4台を使って行っている。

### 消防署
ブリストル消防署は常勤のサービスであり、5個中隊と1個梯子車中隊が担当している。ブリストル消防コミッショナー理事会は市長が指名する5人の委員が構成し、消防の主方針を設立している。

### 警察署
ブリストル警察署は、約125人の警官が務める常勤部署である。自動車を使うパトロール部門に加えて、自転車部門と歩行巡回部門もある。1シフトには最低20名の警官がおり、他に刑事など他部門の役人もいる。

## 政治
| 2005年10月25日時点での登録有権者と政党支持の構成 | 2005年10月25日時点での登録有権者と政党支持の構成 | 2005年10月25日時点での登録有権者と政党支持の構成 | 2005年10月25日時点での登録有権者と政党支持の構成 | 2005年10月25日時点での登録有権者と政党支持の構成 | 2005年10月25日時点での登録有権者と政党支持の構成 |
| 政党                                             | 活性有権者                                       | 非活性有権者                                     | 有権者計                                         | 構成比                                           |                                                  |
| ------------------------------------------------ | ------------------------------------------------ | ------------------------------------------------ | ------------------------------------------------ | ------------------------------------------------ | ------------------------------------------------ |
| 民主党                                           | 12,480                                           | 381                                              | 12,861                                           | 38.64%                                           |                                                  |
| 共和党                                           | 5,531                                            | 206                                              | 5,737                                            | 17.24%                                           |                                                  |
| 無党派                                           | 13,954                                           | 729                                              | 14,683                                           | 44.11%                                           |                                                  |
| 少数政党                                         | 4                                                | 0                                                | 4                                                | 0.01%                                            |                                                  |
| 合計                                             | 31,969                                           | 1,316                                            | 33,285                                           | 100%                                             |                                                  |

## 教育
ブリストル市の教育は小学校10校（幼稚園から5年生）、中学校3校（6年生から8年生）、高校2校（9年生から12年生）を使って行われている。公立学校に加えて、多くの私立学校も利用できる。幼稚園から8年生までを教える学校4校と高校1校がある。
最近の新聞報道では、州全体の10年生を対象に行われる標準試験であるコネチカット学術成績試験で、良い成績を挙げていた。ブリストルの生徒の87%以上が、評価された分野のそれぞれで優秀レベル以上の得点を挙げていた。
| 小学校                            | 中学校                                          | 幼稚園から8年生の学校    | 高校                         |
| --------------------------------- | ----------------------------------------------- | ------------------------ | ---------------------------- |
| ビンガム学校（2010年6月閉鎖）     | チッペンズヒル中学校                            | セントアンソニーズ学校   | ブリストル中央高校           |
| エッジウッド学校                  | メモリアル・ブールバード中学校（2012年6月閉鎖） | セントマシューズ学校     | ブリストル東高校             |
| グリーンヒルズ学校                | ノースイースト中学校                            | セントジョセフス学校     | セントポール・カトリック高校 |
| ハッベル学校                      |                                                 | イマヌエル・ルーテル学校 |                              |
| アイビー・ドライブ学校            |                                                 |                          |                              |
| ジェニングス学校（2012年6月閉鎖） |                                                 |                          |                              |
| マウンテンビュー学校              |                                                 |                          |                              |
| オコーネル学校（2012年6月閉鎖）   |                                                 |                          |                              |
| サウスサイド学校                  |                                                 |                          |                              |
| スタフォード学校l                 |                                                 |                          |                              |

近年、市の教育体系を再設計すべきという提案がなされてきた。幾つかの学校は古い建物にあるので、新しい学校が求められている。さらに、中学校と言う分類を除くことで全教育体系を見直す提案が行われた。換言すれば、全ての学校を幼稚園から8年生まであるいは高校とすることである。ブリストル教育委員会のこの計画に対する支援要請に対しては、様々な意見が出てきている。

## 観光
マム祭に加えて、ブリストルでは毎年、マイナーズ農園、シェパードメドウズ、ロバーツ果樹園での車のショーと家庭農園の週末のあるストリート祭を開催しており、サウジントンのリンゴ祭に類似し、全て9月頃に開かれている。

### マム祭とパレード
ブリストル・マム祭の第1回は1962年7月7日に始まり、パレードがあった。商工会議所会員と市の役人が集まって、6日間に行う活動のリストを作った。ブリストルで起こっている前向きの物事に焦点を当てたいと考えた。祭が始まると、当初は「秋祭り」と呼ばれていた。1963年、祭の名前にクリサンセマム（マム）が付加された。1986年以前、ブリストルの農家は8万本以上の菊を育てていた。

### その他の観光地
ブリストルには多くの公園がある。ペック、ロックウェル、ブラケット、バーンズ自然センター、インディアンロック、フォレストビル記念などである。市内には北アメリカ最古で現在も稼働しているアミューズメントパーク、レイクコンパウンスがある。その他ニューイングランド回転木馬博物館、アメリカ柱時計と腕時計の博物館、ブリストル歴史協会博物館、魔女のダンジョン・クラシック映画博物館もある。ハリー・バーンズ記念自然センターは広さ70エーカー (280,000 m²) の森と野原があり、自然の道と解説センターもある。

## スポーツ
ブリストルでは毎年8月に、A・バートレット・ジアマッティ・リトルリーグ・センターでニューイングランドと大西洋中部地域リトルリーグのプレイオフを開催している。またアメリカ合衆国でも最古クラスの野球場であるマジー・フィールドがある。2012年と2013年、この歴史ある野球場の改築計画に予算を承認した。

## メディア
地元日刊紙は「ブリストル・プレス」であり、「ブリストル・オブザーバー」という小さな週刊紙にも町のニュースが掲載される。最初期のオンライン新聞である「ザ・タトゥー」もある。

## 姉妹都市
- ギリシャ、コザニ
- ソマリア、ブラオ

## 経済

### 著名な会社
下記の会社はブリストルでも有名な会社の幾つかである。ブリストル病院の他、これらは地域でも大きな雇用主である。

#### アソシエイテッド・スプリング
1857年設立のアソシエイテッド・スプリングはバーンズ・グループの傘下であり、ブリストルに本社がある。バーンズ・グループは国際的な精密金属部品と製品のメーカーであり、工業資材の物流を行い、幅広い市場や顧客に対応している。3つの事業で2005年の売上高は11億ドルだった。

#### ESPN
ESPNはブリストルのミドル通りに放送用スタジオがある。市内では最大の納税者である。
元の親会社キャピタル・シティーズ・コミュニケーションズは、かつてアメリカン・ブロードキャスティング・カンパニー系列の地元のテレビ局WTNHを所有していたが、ABCを買収した後に売却し、後にウォルト・ディズニー・カンパニーと合併した。

#### オーチス・エレベータ・カンパニー
オーチス・エレベータ・カンパニーはニューヨーク州ヨンカーズ市で始まったが、ブリストルにアメリカ合衆国最大のエレベーター試験塔を持っている。ESPNやレイク・コンパウンスに近く立地し、高さ383フィート (117 m) の塔は周辺道路のどこからも見られる。

#### CIGNA保険
CIGNA保険には長い歴史があり、その一部はブリストルに起源がある。1865年には既にコネチカット・ジェネラル・ライフインシュアランス・カンパニーとしてその前身があった。会社が成長すると、ブリストルに事務所を開いた。現在は地域で他の保険会社よりも多くの雇用機会を提供している。

### 主要雇用主
ブリストル市の2010年包括的財務報告書に拠れば、郡内の主要雇用主は次の通りである。
| 順位 | 雇用主                                     | 従業員数 |
| ---- | ------------------------------------------ | -------- |
| 1    | ESPN                                       | 3,400    |
| 2    | ブリストル病院                             | 1,750    |
| 3    | ブリストル市と教育委員会                   | 1,656    |
| 4    | スティーブン・オートモール・センター       | 200      |
| 5    | IDEX ヘルス & サイエンス                   | 200      |
| 6    | シェリデン・ウッズ・ヘルスケア・センター   | 180      |
| 7    | クォリティ・コイルズ                       | 170      |
| 8    | ストップ & ショップ                        | 150      |
| 9    | ローリー・スプリング・アンド・スタンピング | 150      |
| 10   | パインズ・アット・ブリストル               | 140      |

## 著名な出身者
- クリス・デノーフィア、メジャーリーグベースボール選手、シアトル・マリナーズ、ブリストル生まれ
- ジム・ライスとフレッド・リン、1974年、ブリストルのマジー・フィールドで、ブリストル・レッドソックスの一員として共にプロ野球人の経歴を始めた。

## ギャラリー

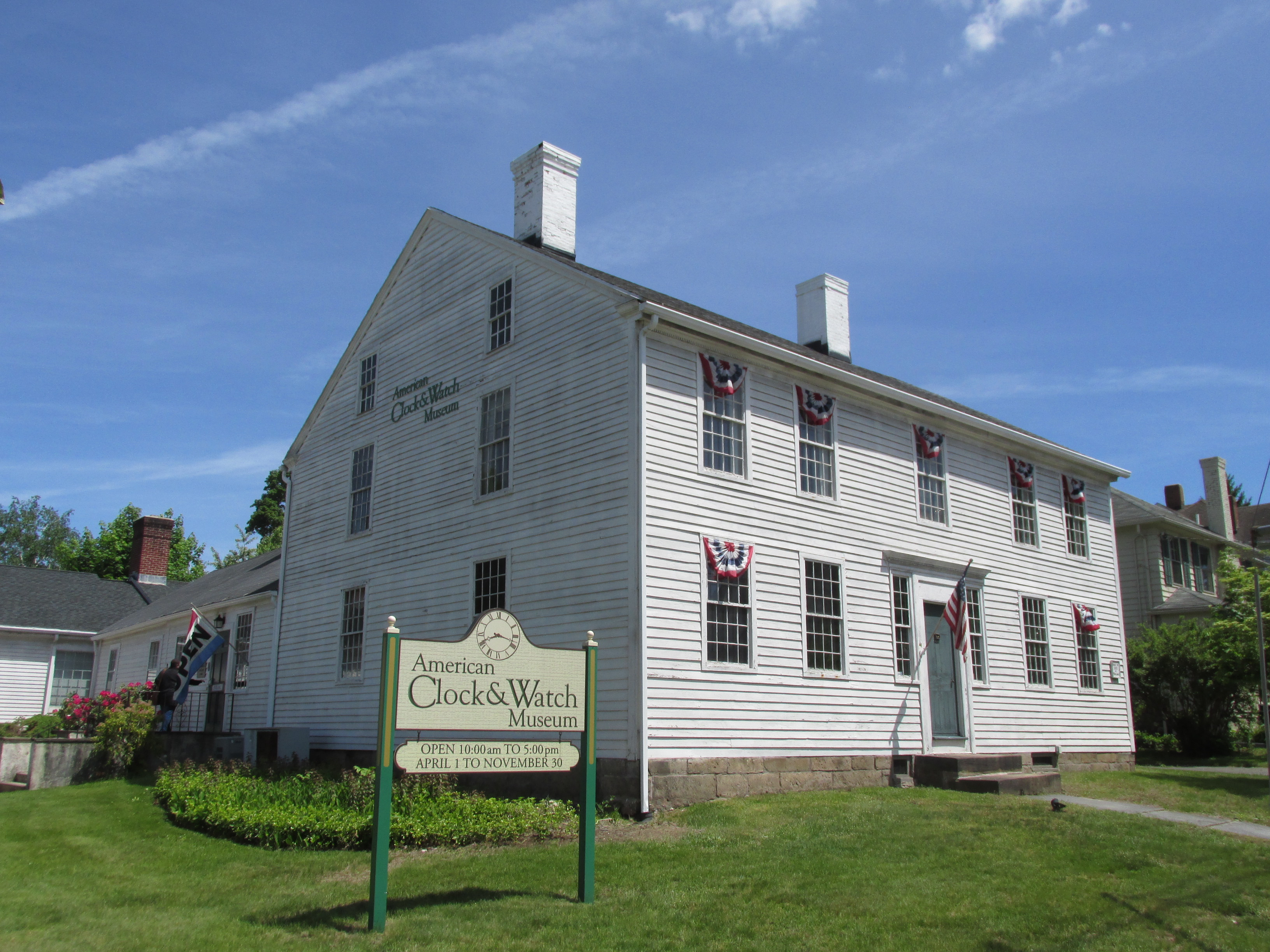
アメリカ柱時計と腕時計の博物館
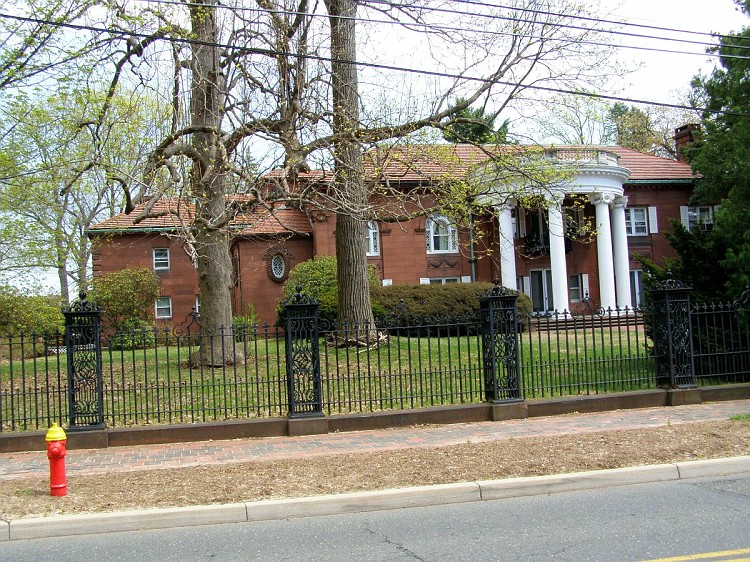
ベリーデン邸
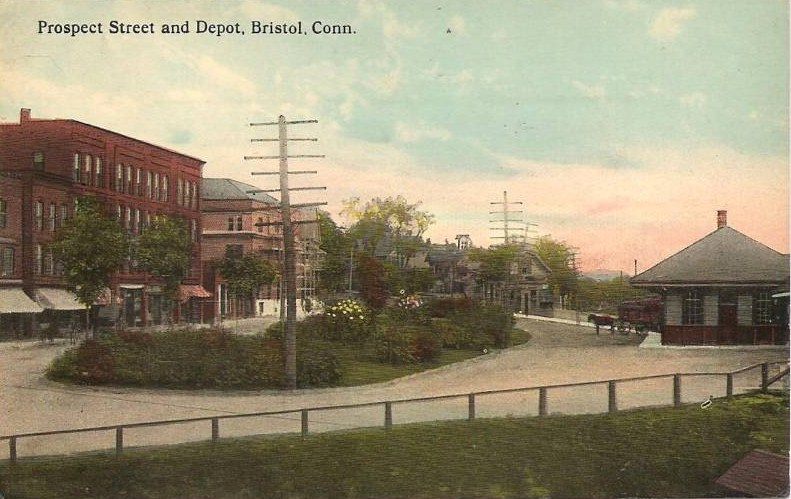
鉄道駅とプロスペクト通り、1913年頃
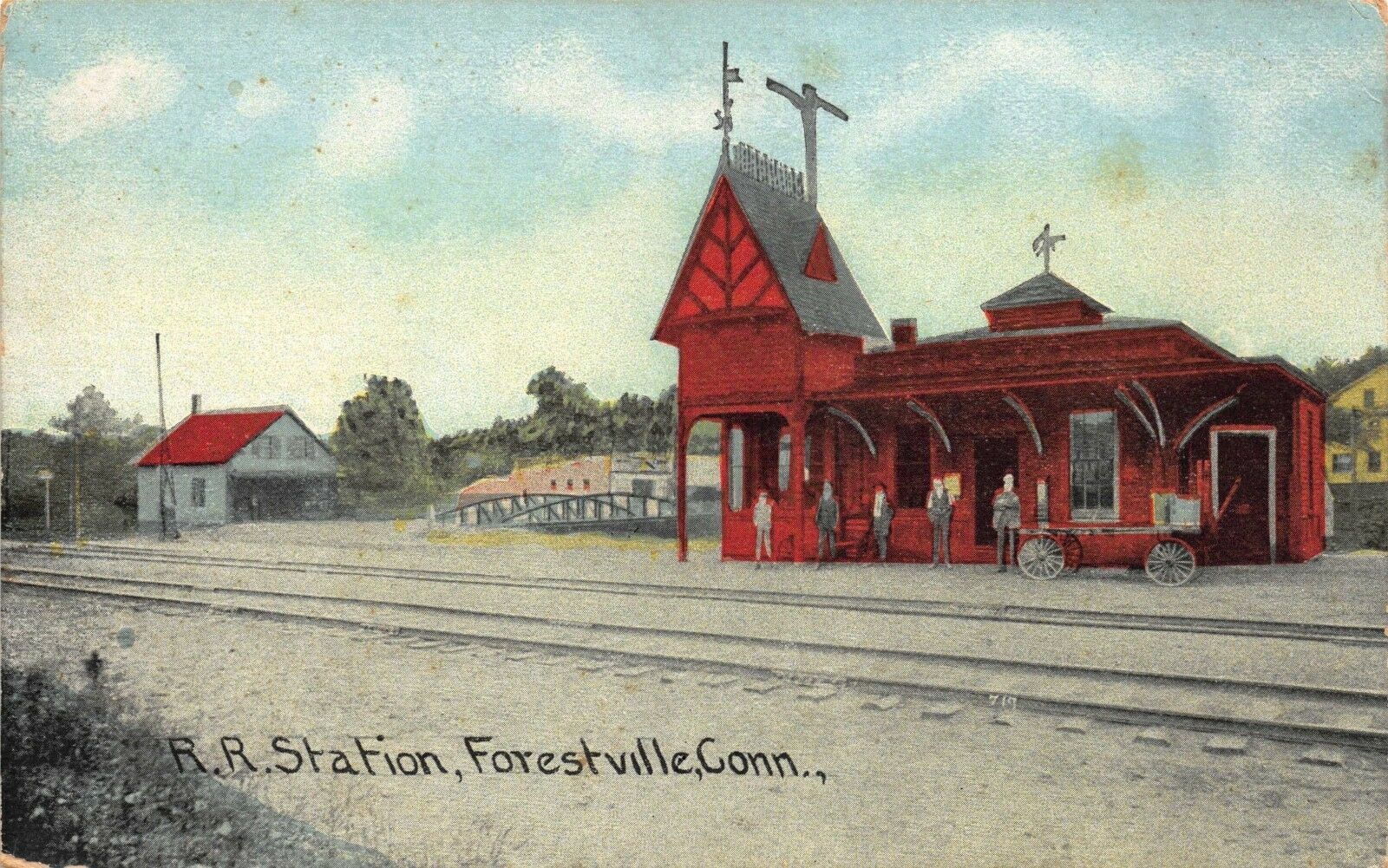
フォレストビル鉄道駅、1912年頃